# Arcoppia dissimilis
Arcoppia dissimilis är en kvalsterart som först beskrevs av Berlese 1905.  Arcoppia dissimilis ingår i släktet Arcoppia och familjen Oppiidae. Inga underarter finns listade i Catalogue of Life.